# Taxi 3
Taxi 3 är den tredje delen i Taxi-serien. Filmen regisserades av Gérard Krawczyk. I Sverige släpptes Taxi 3 direkt till DVD 7 januari 2004.

## Synopsis
Det är december i Marseille. Taxichauffören Daniel har installerat ännu mer utrustning i sin supertaxi och bankrånare utklädda till tomtar rånar stadens största bank. Under tiden är polischefen som besatt av sin kinesiska praktikant, efterforskningen går helt på tomgång och polismannen Emilien ser jultomtar överallt. Från gågatan i Marseille till skidspåren i bergen - äventyret fortsätter ...

## Om filmen
- Sylvester Stallone gör en cameo som en taxipassagerare i början av filmen med hans röst dubbad.

## Skådespelare
| Samy Naceri            | – Daniel Morales           |
| Frédéric Diefenthal    | – Émilien Coutant-Kerbalec |
| Bernard Farcy          | – Kommissarie Gibert       |
| Bai Ling               | – Qiu                      |
| Emma Wiklund           | – Petra                    |
| Marion Cotillard       | – Lilly Bertineau          |
| Edouard Montoute       | – Alain                    |
| Jean-Christophe Bouvet | – Edmond Bertineau         |